# Marcelo D'Alessandro
Marcelo Silvio D'Alessandro (Ciudad de Buenos Aires, 5 de febrero de 1975) es un abogado y político argentino, fue Ministro de Justicia y Seguridad del Gobierno de la Ciudad de Buenos Aires desde 2021 hasta 2023.
Durante su gestión como ministro de Justicia y Seguridad porteño, estuvo a cargo del traspaso de más de 20.000 efectivos de la Policía Federal. Esta acción derivó en la unificación de las fuerzas de la Policía Federal y la Policía Metropolitana, creándose la Policía de la Ciudad de Buenos Aires.
Fue Diputado Nacional, integrando la Comisión Bicameral Investigadora de Instrumentos Bancarios destinados a facilitar la evasión de Tributos y la Consecuente Salida de Divisas del País y Secretario de la Comisión de Libertad de Expresión.
Además, es profesor universitario en el Instituto Superior de Seguridad Pública, y es director académico en carreras de Derecho y Seguridad. Por otro lado, también se desempeña como Consejero Académico en el Instituto Internacional de Derechos Humanos (IIDH).

## Carrera política

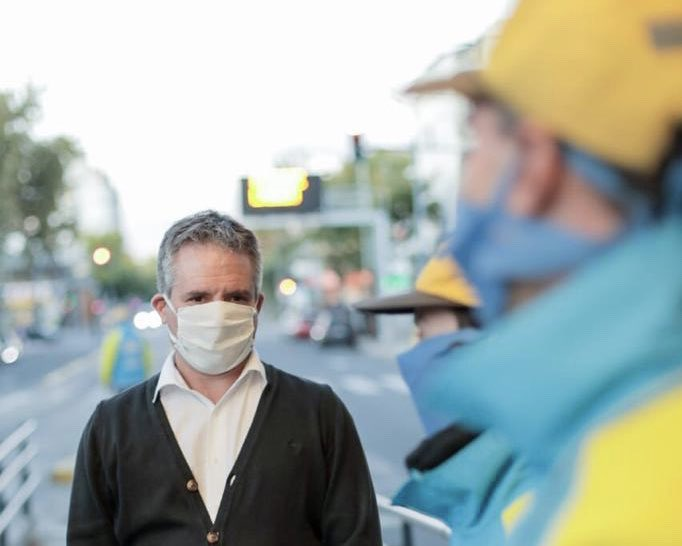

En 2007 ingresó al gobierno de la Ciudad de Buenos Aires, como jefe de gabinete de la Dirección General de Administración de Infracciones del Ministerio de Justicia y Seguridad. Años más tarde, en 2010, asumió el cargo de Director General de dicha área. Entre 2015 y 2016, se desempeñó como Presidente de la Comisión de Legislación del Colegio de Abogados de Lomas de Zamora. 
Fue Diputado Nacional durante el período 2013/2016, participando entre otros en la Comisión Bicameral Investigadora de Instrumentos Bancarios destinados a facilitar la evasión tributaria y la consecuente salida de divisas del país y Secretario de la Comisión de Libertad de Expresión.

### Ministerio de Justicia y Seguridad
En 2016 fue designado como Secretario de Seguridad de la Ciudad de Buenos Aires, donde se le asignó la tarea de liderar la creación de la Policía de la Ciudad . Para ello se transfirieron unos 20.000 Policía Federal a la ciudad, los que se unificaron con los casi 6.000 efectivos que contaba la Policía Metropolitana. Es así que el 17 de noviembre de 2016 se sancionó con una amplia mayoría la Ley 5688/16 que estableció el Sistema Integral de Seguridad Pública y comenzó a operar el 1 de enero de 2017. Además de la Policía de la Ciudad, se creó el cuerpo de Bomberos profesionales y se formalizó el Instituto Superior de Seguridad Pública encargado de a formación y capacitación de todos los integrantes del sistema.
Por otro lado, comenzó a funcionar la Oficina de Transparencia y Control Externo de la Policía (órgano desconcentrado del Ministerio) con la función de Investigar las situaciones en las que intervenga personal de la Policía de la Ciudad y en las que se denuncie la existencia de irregularidades. Durante su gestión, se hizo foco en consolidar la fuerza naciente, afirmado tener como ejes de gestión la cercanía con el vecino, la transparencia, la eficiencia y el profesionalismo de sus integrantes. A su vez, se dotó a la Policía de equipamiento, móviles y tecnología.
Además, se instalaron 10 000 cámaras de video vigilancia con reconocimiento facial, predictivo y forense, cámaras en colectivos
En 2017, se tomó la decisión estratégica de crear el Mapa del Delito A partir de ello, en 2019 se logró una baja en todos los delitos, entre los que se destacó la caída del 28% de los homicidios dolosos,[cita requerida] convirtiendo a la ciudad de Buenos Aires en la tercera ciudad con menos homicidios de América, después de Ottawa (Canadá) y La Paz (Bolivia).[cita requerida]

### Ministro de Justicia y Seguridad
Ese mismo año (2019) asumió como Secretario de Justicia y Seguridad de la Ciudad teniendo bajo su órbita 8 Subsecretarías: Convivencia y Orden Público, Seguridad Comunal e Investigación Criminal, Participación Ciudadana en Seguridad; Emergencias; Seguridad Ciudadana; Promoción, prevención y asistencia al Turista; Justicia y Coordinación de Asuntos Estratégicos. Tras la renuncia de Diego César Santilli, fue designado por Horacio Rodriguez Larreta como Ministro de Justicia y Seguridad de la Ciudad.

### Licencia
D'Alessandro resultó implicado en el escándalo de Lago Escondido, cuando se descubrió que en octubre de 2022 habría viajado de incógnito con un grupo de funcionarios políticos y varios jueces a Lago Escondido, donde está la mansión del millonario británico Joe Lewis; de acuerdo a la denuncia, es probable que el viaje haya estado orientado a coordinar acciones políticas o judiciales a favor de Mauricio Macri y en contra de Cristina Fernández de Kirchner; días más tarde, se conocieron unos chats obtenidos ilegalmente, relacionados con el caso.
Una segunda filtración de chats, también obtenidos ilegalmente, causó un segundo escándalo en diciembre de 2022, durante el cual fue criticado por oficialistas y opositores. A raíz de este incidente, D'Alessandro pidió y obtuvo licencia de su cargo de ministro en los primeros días de 2023. Algunos días más tarde, fue nombrado docente del Instituto Superior de Seguridad Pública (ISSP), escuela que capacita a la Policía y a los Bomberos de la Ciudad de Buenos Aires.

## Experiencia
| Cargos                                                     | Año               | Lugar                                                        |
| ---------------------------------------------------------- | ----------------- | ------------------------------------------------------------ |
| Presidente de la Comisión de Legislación                   | 2015 - 2016       | Colegio de Abogado de Lomas de Zamora                        |
| Diputado Nacional por la Provincia de Buenos Aires.        | 2013 - 2016       | Honorable Cámara de Diputados de la Nación                   |
| Director General                                           | 2010 - 2013       | Dirección General de Administración de Infracciones          |
| Jefe de Gabinete                                           | 2007 - 2010       | Dirección General de Administración de Infracciones          |
| Secretario de Seguridad a cargo de la Policía de La Ciudad | 2016 - 2019       | Ministerio de Justicia y Seguridad del Gobierno de la Ciudad |
| Secretario de Justicia y Seguridad                         | 2019 - Julio 2020 | Ministerio de Justicia y Seguridad del Gobierno de la Ciudad |
| Ministro de Justicia y Seguridad                           | 22-07-2021        | Ministerio de Justicia y Seguridad del Gobierno de la Ciudad |